# Australiens Grand Prix 1990
Australiens Grand Prix 1990 var det sista av 16 lopp ingående i formel 1-VM 1990. Loppet kördes delvis på en tillfälligt avstängd allmän väg i Adelaide.

## Resultat
1. Nelson Piquet, Benetton-Ford, 9 poäng
2. Nigel Mansell, Ferrari, 6
3. Alain Prost, Ferrari, 4
4. Gerhard Berger, McLaren-Honda, 3
5. Thierry Boutsen, Williams-Renault, 2
6. Riccardo Patrese, Williams-Renault, 1
7. Roberto Moreno, Benetton-Ford
8. Jean Alesi, Tyrrell-Ford
9. Pierluigi Martini, Minardi-Ford
10. Nicola Larini, Ligier-Ford
11. Philippe Alliot, Ligier-Ford
12. Stefano Modena, Brabham-Judd
13. Olivier Grouillard, Osella-Ford

### Förare som bröt loppet
- Emanuele Pirro, BMS Scuderia Italia (Dallara-Ford) (varv 68, motor)
- Ayrton Senna, McLaren-Honda (61, snurrade av)
- Gabriele Tarquini, AGS-Ford (58, motor)
- Johnny Herbert, Lotus-Lamborghini (57, koppling)
- Satoru Nakajima, Tyrrell-Ford (53, snurrade av)
- Ivan Capelli, Leyton House-Judd (46, gasspjäll)
- Derek Warwick, Lotus-Lamborghini (43, växellåda)
- Mauricio Gugelmin, Leyton House-Judd (27, bromsar)
- Andrea de Cesaris, BMS Scuderia Italia (Dallara-Ford) (23, elsystem)
- Eric Bernard, Larrousse (Lola-Lamborghini) (21, växellåda)
- Gianni Morbidelli, Minardi-Ford (20, växellåda)
- David Brabham, Brabham-Judd (18, snurrade av)
- Aguri Suzuki, Larrousse (Lola-Lamborghini) (6, transmission)

### Förare som ej kvalificerade sig
- Michele Alboreto, Arrows-Ford
- Yannick Dalmas, AGS-Ford
- Alex Caffi, Arrows-Ford
- Bertrand Gachot, Coloni-Ford

## VM-slutställning
| Förarmästerskapet 1. Ayrton Senna, McLaren-Honda, 78 2. Alain Prost, Ferrari, 71 3. Nelson Piquet, Benetton-Ford, 43 Gerhard Berger, McLaren-Honda, 43 | Konstruktörsmästerskapet 1. McLaren-Honda, 121 2. Ferrari, 110 3. Benetton-Ford, 71 |